# روبر پنژه
روبر پنژه (به فرانسوی: Robert Pinget) زاده ۱۹۱۹ در ژنو، درگذشت ۱۹۹۷ بر اثر حمله قلبی، رمان‌نویس و نویسنده فرانسوی بود که اصلیتی سوئیسی داشت. پنژه از سال ۱۹۴۶ ساکن پاریس شد و در سال ۱۹۶۰ میلادی ملیت فرانسوی را پذیرفت.
آثار او برنده جوایز متعددی از جمله فمینا و جایزه بزرگ ملی ادبیات شده‌اند.